# 弦楽四重奏曲第7番 (ドヴォルザーク)
弦楽四重奏曲第7番 イ短調 作品16（B.45）は、アントニン・ドヴォルザークが1874年9月24日に完成させた弦楽四重奏曲。作曲の開始は9月14日もしくはその前後であると思われる。

## 概要
ショウレクによると、ドヴォルザークが本作の作曲に取り掛かったのは1874年の9月中旬のことで、第2楽章を9月17日、第1楽章を9月21日、第4楽章を9月24日に書き上げたのだという。彼は曲を指揮者のĽudevít Procházkaに献呈している。演奏はまず1875年6月17日に「若き音楽家仲間」の集会で演奏され、公開の場では1878年12月29日にプラハにおいて「室内楽協会」の演奏会で披露された。この時の奏者はアントニーン・ベネヴィッツ、エドゥアルト・ヴィッティッヒ、フィレム・バウアー、ブルーノ・ヴィルフェルトであった。楽譜は1875年にパート譜の形でEmanuel Stary of Pragueから出版され、1893年には総譜とパート譜がベルリンのボーテ・ウント・ボックから刊行された。

## 楽曲構成
全4楽章で構成される。演奏時間は約29分。

### 第1楽章
Allegro ma non troppo 3/4拍子 イ短調
冒頭より主題が奏されていく（譜例1）。アクセント記号が付された全楽器のユニゾンと16分音符のパッセージを経て続く主題に橋渡しされる。
譜例1
次の主題は第1、第2ヴァイオリンが交互に奏でる形で提示される（譜例2）。
譜例2
以降は譜例1に基づく展開が行われ、速度を上げて連続する三連符が音量を増した後、譜例1の再現となる。提示部とは異なる推移を辿り、イ長調で譜例2を再現する。コーダは全休止を挟みながらゆっくり開始するも、速度を上げて一気に駆け抜ける。

### 第2楽章
Andante cantabile 4/4拍子 ヘ長調
ゆったりと譜例3の旋律を奏して開始する。
譜例3
ピアニッシッシモ（ppp）へと落ち着いた後、新しい素材が出される（譜例4）。この主題を用いて展開が続けられていく。
やがて譜例3が回帰し、両方の主題の名残りを残すコーダによって閉じられる。

### 第3楽章
Allegro scherzando 3/8拍子 イ短調
スケルツォとトリオとなっている。スケルツォ部は譜例5の主題によって精力的に進められる。
譜例5
一変してトリオは流麗に歌われる（譜例6）。トリオは二部形式となっており、前半部と後半部がそれぞれ繰り返して演奏される。
譜例6
トリオの終わりにダ・カーポして冒頭に戻り、スケルツォ部を反復して終了する。

### 第4楽章
Allegro ma non troppo 2/2拍子 ハ長調
終楽章は三連符の連打により開始し、これが楽章中付いて回ることになる。三連符の上に主題が提示される（譜例7）。
譜例7
イ長調に転じると譜例8のドルチェのエピソードが挿入され、やがて三連符の音型と合わさるように奏されていく。
譜例8
譜例7が再現され、イ長調に転じて一層の盛り上がりを形成する。次に順次進行のエピソードが挿入されて、各楽器に受け渡されていく（譜例9）。
譜例9
勢いを減じて譜例8の断片が出された後に速度を元に戻し、絶えず三連符を奏しながら音量を上げて曲を終わりへと導く。